# The Chicks

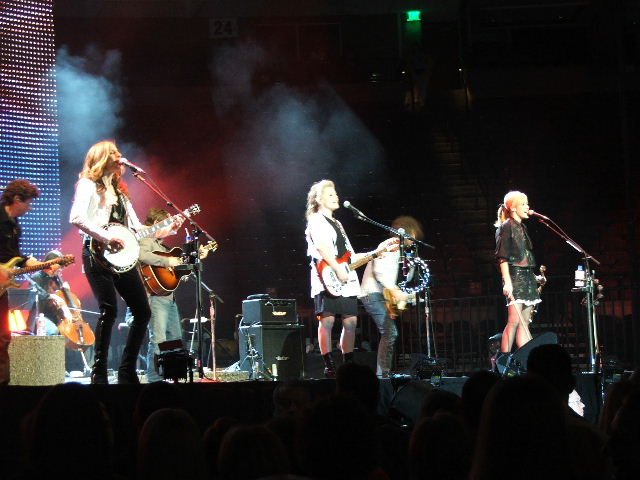
Les Dixie Chicks en un concert a Austin (EUA) l'any 2006.

The Chicks (anteriorment anomenades Dixie Chicks) són un grup femení de música Country, format a Dallas, Texas (Estats Units) el 1989. És format actualment per Martie Maguire, Emily Robison i Natalie Maines, que el 1998 va substituir Laura Lynch. Les seves cançons més famoses són Ready to Run, Goodbye Earl, Cowboy Take Me Away, Landslide i Wide Open Spaces.
El grup estava compost originalment per quatre dones que feien bluegrass i música country pel circuit de festivals de bluegrass i petites fires durant sis anys, on no van aconseguir un gran èxit. Després que va marxar una de les components i del canvi de la cantant a més d'un lleuger canvi en el seu repertori, les Dixie Chicks van aconseguir un èxit massiu en la música country i la pop, començant el 1998 amb cançons d'èxit com Wide Open Spaces, Cowboy Take Me Away, i Long Time Gone.

## Polèmica
Les components del grup també es van fer conegudes arran del seu esperit independent i els comentaris controvertits sobre assumptes com la guerra i la política.
Durant un concert a Londres deu dies abans de la invasió d'Iraq de 2003, la cantant Natalie Maines va dir, "no volem aquesta guerra, aquesta violència, i estem avergonyides que el president dels Estats Units sigui de Texas" (l'estat d'on són les Dixie Chicks). La declaració va ofendre gent que la va trobar ruda i antipatriòtica, i la consegüent controvèrsia li va costar al grup la meitat de l'assistència als seus concerts als Estats Units i va portar acusacions d'antiamericanisme de les tres dones, així com correu d'odi i amenaces de mort, i també la destrucció de discos seus com a protesta.

## The Chicks
Van publicar Taking the Long Way el 2006 i van entrar en pausa el 2008; Martie i Emily van gravar com a duet, Court Yard Hounds. Les Dixie Chicks es van reunir el 2016 per a una sèrie de gires. El 2020 van eliminar "Dixie" del seu nom per les  connotacions negatives que havia anat prenent l'expressió des que la van adoptar el 1989.
El canvi va seguir a les crítiques que la paraula tenia connotacions d'esclavitud als Estats Units. L'origen de la paraula "Dixie" és desconegut, però va ser usat àmpliament per denominar als estats del sud. La banda va dir que havien triat "aquell nom estúpid" quan eren adolescents i que feia molts anys que l'havien volgut canviar. Van decidir-se a fer-ho al veure una representació de la bandera confederada descrita com "l'esvàstica Dixie" a les xarxes socials el juny de 2020.
També es van inspirar en les protestes de George Floyd i el moviment Black Lives Matter, dient que "definitivament va encendre un foc en nosaltres per estar al costat correcte de la història".
Juntament amb el canvi de nom, The Chicks van llançar la cançó de protesta March March amb un videoclip dirigit per Seanne Farmer, en homenatge als moviments de justícia social.
També van presentar John Silva com el seu nou mànager, amb publicitat de Cindi Berger de R&CPMK.
El mateix any van publicar el seu primer àlbum en 14 anys, Gaslighter.

## Premis
Fins al 2009, havien guanyat tretze Grammys, amb cinc d'ells guanyats el 2007 incloent-hi el cobejat Grammy a l'àlbum de l'any per Taking The Long Way.
The Chicks han aparegut 22 vegades a les llistes  "Hot Country Songs" americanes de música country de la revista Billboard. There's Your Trouble, Wide Open Spaces, You Were Mine, Cowboy Take Me Away, Without You i Travelin' Soldier van arribar al número u. The Chicks han rebut 13 premis Grammy, deu premis de l'Associació de Música Country i vuit premis de l'Acadèmia de Música Country. El juliol de 2020, amb 33 milions d'àlbums certificats venuts, i amb unes vendes de 27,9 milions d'àlbums només als Estats Units, The Chicks s'havien convertit en la banda femenina més venuda i en el grup country més venut des que Nielsen SoundScan va començar a registrar vendes el 1991.

## Discografia

### Àlbums
Components inicials:
- 1990: Thank Heavens for Dale Evans
- 1992: Little Ol' Cowgirl
- 1993: Shouldn't a Told You That

Amb Natalie Maines:
- 1998: Wide Open Spaces
- 1999: Fly
- 2002: Home
- 2003: Top of the World Tour: Live
- 2006: Taking the Long Way

### Singles en elTop-ten
| Any  | Cançó                                 | Posicions | Posicions  | Posicions |
| Any  | Cançó                                 | EUA       | US Hot 100 | Canadà    |
| ---- | ------------------------------------- | --------- | ---------- | --------- |
| 1997 | "I Can Love You Better"               | 7         | 77         | 3         |
| 1998 | "There's Your Trouble"                | 1         | 36         | 3         |
| 1998 | "Wide Open Spaces"                    | 1         | 41         | 1         |
| 1999 | "You Were Mine"                       | 1         | 34         | 3         |
| 1999 | "Tonight the Heartache's on Me"       | 6         | 46         | 4         |
| 1999 | "Ready to Run"                        | 2         | 39         | 3         |
| 1999 | "Cowboy Take Me Away"                 | 1         | 27         | 1         |
| 2000 | "Goodbye Earl"                        | 13        | 19         | 5         |
| 2000 | "Cold Day in July"                    | 10        | 65         | 7         |
| 2000 | "Without You"                         | 1         | 31         | —         |
| 2001 | "If I Fall You're Going Down With Me" | 3         | 38         | —         |
| 2001 | "Some Days You Gotta Dance"           | 7         | 55         | —         |
| 2002 | "Long Time Gone"                      | 2         | 7          | —         |
| 2002 | "Landslide"                           | 2         | 7          | —         |
| 2003 | "Travelin' Soldier"                   | 1         | 25         | —         |
| 2006 | "Not Ready to Make Nice"              | 36        | 4          | 17        |
| 2006 | "The Long Way Around"                 | —         | —          | 5         |

## Guardons
Premis
- 1999: Grammy al millor àlbum de country
- 2000: Grammy al millor àlbum de country
- 2003: Grammy al millor àlbum de country
- 2007: Grammy al millor àlbum de country

Nominacions
- 1999: Grammy al millor nou artista